# Martin Bacher
Martin Bacher (* 23. Mai 1974 in Zürich) ist ein Schweizer Schauspieler, Sänger und Musicaldarsteller.

## Leben

### Jugendzeit und Ausbildung
Martin Bacher wurde als Sohn von Bruno und Trudi Bacher in Zürich geboren und wuchs zusammen mit seinem Bruder Thomas in Langnau am Albis auf, wo die Eltern die von Grossvater Eduard Bacher gegründeten Gärtnerei in den 1980er-Jahren zu einem Gartencenter ausbauten. Er besuchte von 1989 bis 1993 die Handelsmittelschule an der Kantonsschule Enge in Zürich, nahm damals schon Tanz- und Gesangsunterricht und machte erste Bühnenerfahrungen im Schultheater in der Hauptrolle des Jacks in The Importance of Being Earnest von Oscar Wilde unter der Regie von Alfred Pfeiffer. Ausserdem gründete und leitete er von 1991 bis 1994 die Showtanzgruppe Hothouse Dancers. Noch bevor er 1995 seine Musicalausbildung an der Stage School Of Music, Dance and Drama in Hamburg begann, wirkte er in Anatevka in Brig unter der Regie von Stefan Huber in der Rolle des Fedja mit. 1996 zog Bacher nach Wien und setzte dort seine Ausbildung in den Performing Arts Studios Vienna fort, die er 1999 mit der paritätischen Prüfung erfolgreich abschloss.

### Künstlerleben – Teil 1
Nach seiner Ausbildung spielte Bacher in The Rocky Horror Show in Merzig, in Hair an der Oper Bonn, in Evita in Bad Hersfeld, in Sisi im Wiener Ronacher und war mit Musical 2000 auf Österreich-Tournee. Ein Engagement bei Mozart! Das Musical von Michael Kunze und Sylvester Levay unter der Regie von Harry Kupfer brachte ihn nach Hamburg ins Theater Neue Flora. 2003 zog er nach Köln, wo er neben seinem Engagement bei Jekyll & Hyde (Regie: Dietrich Hilsdorf)am Musical Dome die Rolle des Chris di Pomodoro im Musical Success! kreierte. Vom Stadttheater Baden bei Wien wurde er für Die Blume von Hawaii engagiert und spielte den Petrus in Jesus Christ Superstar in Bozen.

### Musical im Gartencenter – Teil 1
Ein Engagement in der Rolle des Seymour in Der kleine Horrorladen in Nürnberg brachte im Jahre 2004 Vater Bruno auf die Idee, dieses Musical im Gartencenter spielen zu lassen. Martin Bacher entwickelte ein Konzept und produzierte das Musical um eine fleischfressende Pflanze für eine Tournee durch Schweizer Gewächshäuser. Am 30. August 2005 fand die Premiere im Gartencenter Bacher in Langnau am Albis statt. Drei weitere Gartencenter (Gärtnerei Schwitter in Inwil, Gartencenter Meier in Tann-Rüti, und Lägere Pflanze in Wettingen) beteiligten sich an dem Projekt, so dass insgesamt 33 Vorstellungen gespielt werden konnten. Bacher spielte wiederum den Seymour. An seiner Seite standen Sanni Luis als Audrey, Henning Schwarzhoff als Pflanze und Kamil Krejčí als Mr. Mushnik. Regie führte Peter Niklaus Steiner.
In den darauf folgenden zwei Jahren wurden die Musicals I Love You, You're Perfect, Now Change unter der Regie von Benedict Freitag und Lucky Stiff – Tot, aber glücklich! unter der Regie von Björn Bugiel realisiert.

### Künstlerleben – Teil 2
Parallel zu seinem Wirken als Produzent von Musical im Gartencenter stand Bacher in den Jahren 2006 und 2007 in Wien in Mozart goes Broadway als Mozart und am Theater Basel in On The Town in der Rolle des Gabey auf der Bühne. 2008 gehörte er zur Originalbesetzung in In Nomine Patris am Deutschen Theater München und spielte 2009 in der Europapremiere von Marie Antoinette von Michael Kunze und Sylvester Levay am Musicaltheater Bremen. Zurück in der Schweiz folgte ein Sommerengagement bei den Thuner Seespielen, wo er erneut in der Rolle des Petrus in Jesus Christ Superstar zu sehen war. An den Kammerspielen Seeb durfte er in Das Orangenmädchen den Jan Olav verkörpern, am Theater St. Gallen war er Teil des Ensembles in Bibi Balù und in der Maag MusicHall in Zürich war er als Zweitbesetzung des Moritz Fischer in Die Schweizermacher zu sehen.

### Musical im Gartencenter – Teil 2
Nach drei Jahren Pause nahm Bacher im Jahre 2011 sein Konzept Musical im Gartencenter wieder auf und produziert nun in Zusammenarbeit mit der Quickchange Company unter der Leitung von Björn B. Bugiel mehrere Operetten und Musicals.

### Künstlerleben – Teil 3
Mit der Geburt seines Sohnes Jamie Lian begann im Jahre 2012 ein neuer Lebensabschnitt. Martin Bacher entschied sich, fortan nur noch Engagements in der Schweiz anzunehmen und wirkte im Freilichttheater Lueg in Der schwarze Hecht, in Bern beim Musical Dällebach Kari und im Zürcher Bernhardtheater bei Z wie Züri mit. Ausserdem gehörte er weiterhin zum festen Ensemble der Quickchange Company, die seit 2013 jeweils in den letzten Augustwochen den Operettensommer in Zug veranstalten, wo Stücke wie Im Weissen Rössl, Der Schwarze Hecht, Die Drei von der Tankstelle und Der Zauberer von Oz gespielt werden. In den Jahren 2015 und 2016 wirkte er in der Welturaufführung des Musicals Io Senza Te mit der Musik von Peter, Sue und Marc in der Rolle des Max, als Zweitbesetzung in den Rollen Jean-Rémy und Paul im Theater 11 in Zürich mit. Am Stadttheater Sursee stand er in der Rolle des Franz Kilian in der Operette Maske in Blau auf der Bühne.
Bacher lebt seit 2010 in Zürich und unterrichtet neben seinen Tätigkeiten als Darsteller und Produzent an der Stage Art Musical & Theatre School in Adliswil in den Fächern Stepptanz, Liedinterpretation und Meditation für Schauspieler.

## Wichtigste Rollen
- Anatevka (Brig) – als „Fedja“
- Mozart! (Hamburg) – als „Fridolin Weber“, „Schikaneder“
- Jekyll & Hyde (Köln) – als „Simon Stride“
- Der kleine Horrorladen (Nürnberg und Schweiz) – als „Seymour“
- Jesus Christ Superstar (Bozen und Thun) – als „Petrus“
- I Love You, You’re Perfect, Now Change (Schweiz) – als „Robert“
- On the Town (Basel) – als „Gabey“
- Lucky Stiff (Schweiz) – als „Harry Witherspoon“
- Das Orangenmädchen (Seeb) – als „Jan Olav“
- Die Schweizermacher (Zürich) – als „Moritz Fischer“
- Im Weisen Rössl (Zug) – als „Leopold“

## Diskografie (Auszug)
- Tanz der Vampire, The Musicals of Jim Steinman (Rolle: „Alfred“), 2004
- Der kleine Horrorladen (Rolle: „Seymour“), 2005
- Das Orangenmädchen (Rolle: „Jan-Olav“), 2009
- Die schönschte Schlaflieder, 2010